# Nu1 Arae
Nu1 Arae (ν1 Arae / ν1 Ara) é um sistema estelar triplo na constelação de Ara. Com base em uma paralaxe anual de 3,30 ± 0,47 milissegundos de arco, está a uma distância de aproximadamente 1 000 anos-luz (300 parsecs) da Terra. Tem uma magnitude aparente combinada de 5,62, sendo visível a olho nu em boas condições de visualização.
Os membros principais do sistema, ν1 Ara AB, são um par de estrelas de classe B da sequência principal em uma órbita próxima com um período de 3,169 dias e uma excentricidade de 0,06. Possuem uma classificação estelar de B2 V e B3 V e uma magnitude aparente combinada de 5,65. Como o plano orbital do sistema está alinhado à linha de visão da Terra, o par forma uma binária eclipsante do tipo Algol. O eclipse do componente A diminui o brilho do sistema por 0,52, enquanto o eclipse do componente B diminui por 0,43. A uma separação de 12,34 segundos de arco está o componente terciário do sitema; uma estrela de classe A da sequência principal com uma magnitude de 9,40 e uma classificação de A1 V.